# Poesie delle sorelle Brontë
Con poesie delle sorelle Brontë si intende l'antologia poetica pubblicata a Londra nel 1846 con il titolo Poems by Currer, Ellis, and Acton Bell. Per evitare i pregiudizi associati alle donne scrittrici, le sorelle Brontë adottarono dei noms de plum volti a celare il loro vero sesso dietro identità maschili. Tutte e tre però scelsero degli pseudonimi con le stesse iniziali dei loro veri nomi: Charlotte divenne Currer, Emily fu Ellis ed Anne optò per Acton, mentre il cognome in comune fu Bell.
L'antologia, pubblicata da Aylott e Jones, fu la prima opera delle Brontë ad andare in stampa, ma i risultati furono deludenti e l'antologia vendette solo due copie. Nonostante lo scarso successo le tre scrittrici decisero di proseguire con i propri progetti letterari individuali. L'edizione originale consisteva di sessanta poesie: Charlotte contribuì con diciotto componimenti, mentre Emily ed Anne ne produssero ventuno ciascuna.
Dopo il successo dell'edizione originale di Jane Eyre (1848) e la morte di Emily (1848) e di Anne (1849), Charlotte fece pubblicare una seconda edizione dell'antologia nel 1850, questa volta data alle stampe da Smith ed Elder. La seconda edizione comprendeva tutte le poesie originali con l'aggiunta di quattordici componimenti inediti di Emily e otto di Anne.